# Cathédrale de Macerata
La cathédrale de Macerata ou cathédrale Saint-Julien-l'Hospitalier (en italien : cattedrale di Macerata, ou duomo di San Giuliano) est une église catholique romaine de Macerata, en Italie. Il s'agit de la cathédrale du diocèse de Macerata-Tolentino-Recanati-Cingoli-Treia.

## Histoire
Sur le terrain sur lequel se dressera la cathédrale de Macerata se trouvait une petite église rurale dédiée à Julien l'Hospitalier, érigée en 1022.
Entre le XIVe et le XVe siècle, à côté de l’église, fut construit un second édifice, complété en 1478 par la construction d'un clocher encore visible aujourd’hui, de style gothique (probablement sur dessin de Marino di Marco Cedrino).
Les deux édifices présents, furent unifiés pour former une unique cathédrale néo-classique en 1771, sur projet de l’architecte d'Imola Cosimo Morelli (it), exécuté aux frais de l’évêque de Macerata et Recanati, Nicolò dall’Aste originaire de Forli. Les travaux se poursuivent jusqu’en 1790.

## Description
La façade, inachevée, est flanquée des restes d’un clocher d’école gothique fleurie, érigé entre 1467 et 1478 et attribué à Marino di Marco Cedrino.
L’intérieur de l’église a été conçu par Cosimo Morelli et s’avère être vaste et lumineux.
Dans l’abside se trouve un retable représentant saint Julien qui intercède auprès de la Vierge à l’Enfant à la suite de la menace de peste, œuvre de Christoph Unterberger (1786).
Dans les chapelles latérales sont conservées diverses œuvres de valeur artistique variée parmi lesquelles se détachent dans la seconde chapelle à droite un retable du XVIIe siècle représentant la Vierge entre des saints ; ainsi qu'une mosaïque avec saint Michel archange dans le transept droit, exécutée en 1628.
Sur la tribune du chœur  in cornu Epistolae se trouve l’orgue Gaetano Callido construit en 1790 et restauré par l’orgue Sabatini entre 1999 et 2007.
L’instrument, à transmission mécanique, présente deux claviers de 47 touches avec première octave courte et un pédalier à pupitre de 20 notes.
Il existe un second orgue à tuyaux à transmission électrique de deux manuels de 61 notes et pédalier de 32 avec 18 registres, construit par Alessandro Girotto en 1982, a été placé initialement à l’église de Santa Maria della Consolazione di Piazza Mazzini, Siège des Pueri Cantores de Don Fernando Morresi, en 1987 il en fit don à la cathédrale avant sa mort, transféré toujours par le constructeur et placé dans le transept droit du Dôme, pour l’accompagnement de l’assemblée.
C'est dans cette cathédrale qu'est la relique du miracle eucharistique de Macerata : un corporal qui aurait été taché de sang en 1356 à la suite des doutes qu'aurait eu un prêtre au sujet de la présence réelle.

## Galerie

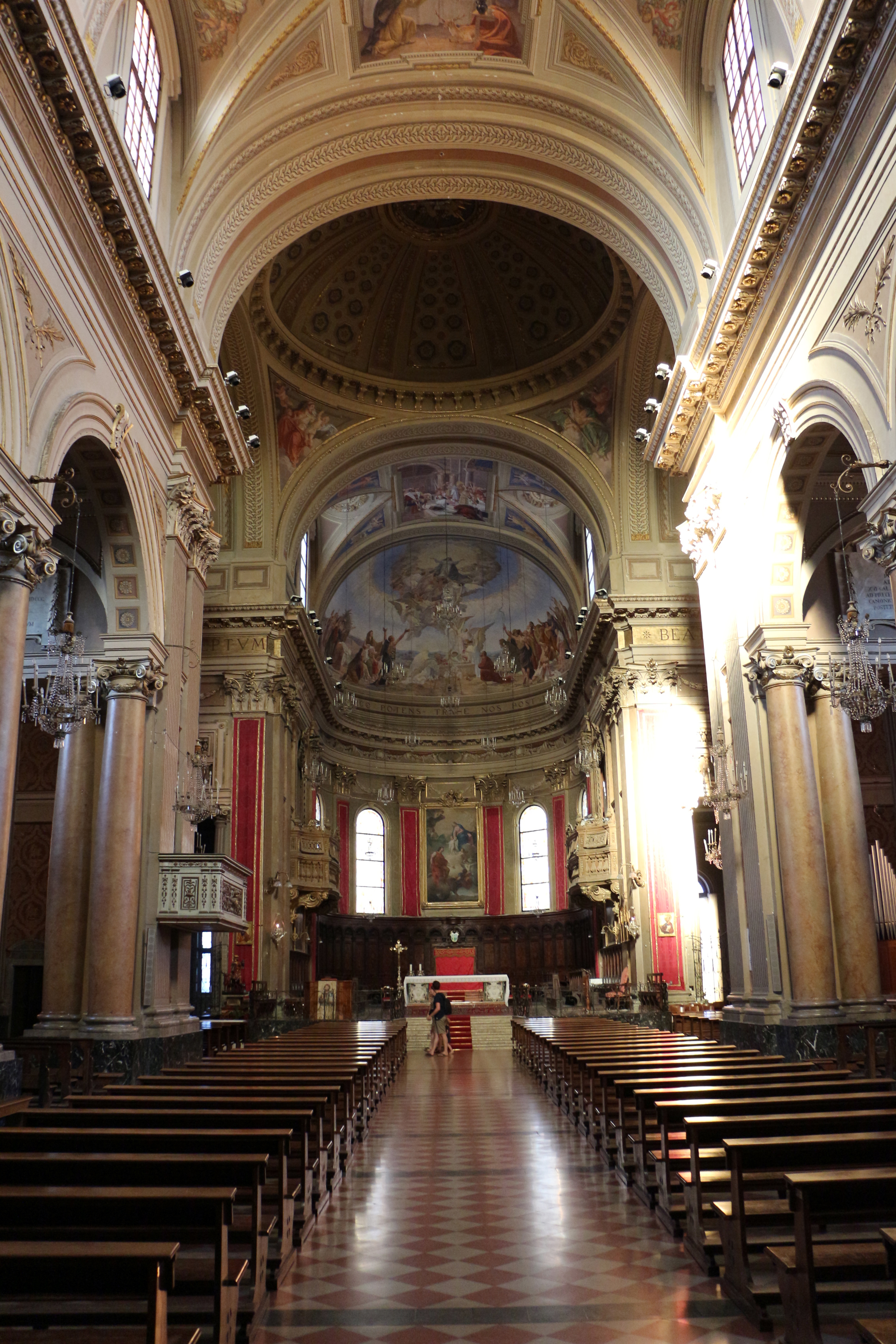
Intérieur du Duomo de Macerata, avec l'orgue sur la droite.
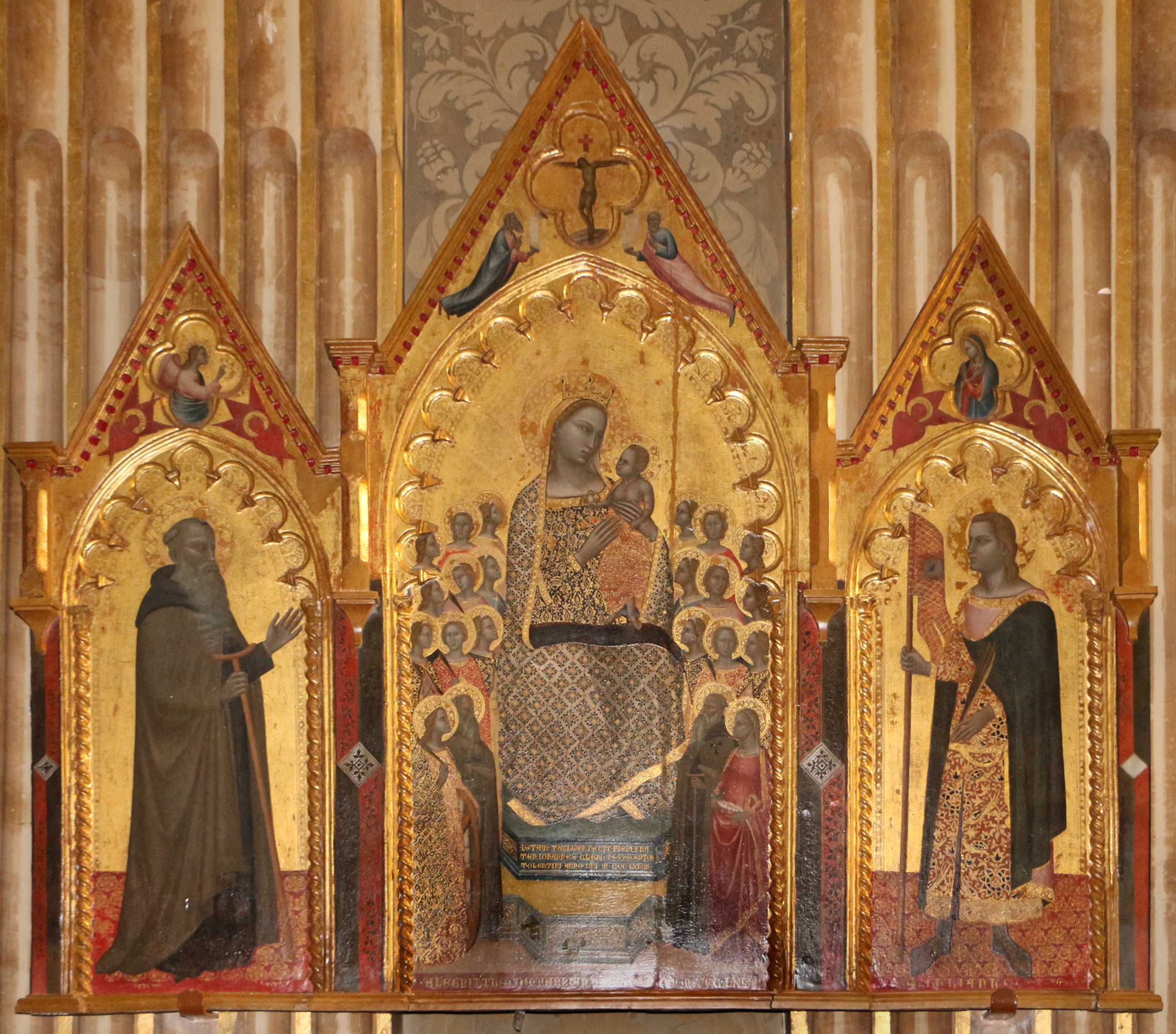
Triptyque d’Allegretto Nuzi, 1369.
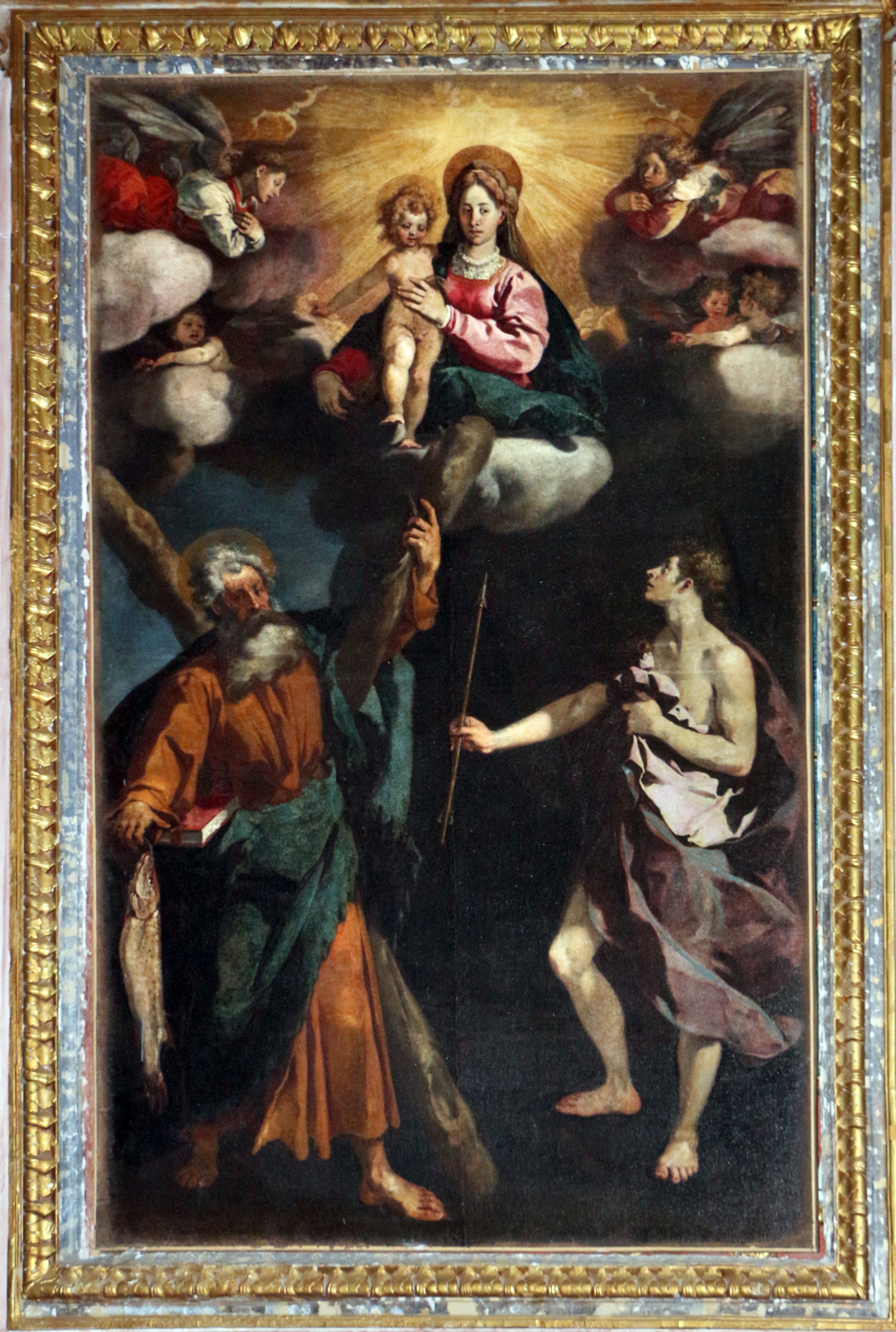
Madone en gloire entre les saints André et Sébastien, Andrea Boscoli.

### Articles liés
- Liste des cathédrales d'Italie
- Liste des cathédrales des Marches